# 이엥 사리
이엥 사리(Ieng Sary, 크메르어: អៀង សារី, 1925년 10월 24일~2013년 3월 14일)는 캄보디아의 정치가로 사망할 때까지 폴 포트 파의 삼인자 지위를 지키고 있었다. 민주 캄푸치아 부총리를 역임했다.

## 어린 시절
1925년 베트남 남부의 짜빈 성 난호아 마을에서 태어났다. 그의 아버지 킴 리엠은 크메르 크롬이었고, 어머니는 짠티로이는 어렸을 때 베트남으로 온 중국계 이민자였다.
크메르루즈의 실력자로 크메르루즈에 참가할 때 베트남식 킴 짱(Kim Trang)에서 캄보디아식 이엥 사리(실명은 살로트 사르)로 개명을 하였다. 이후 누이가 크메르루즈의 지도자 폴 포트와 결혼을 하여 처남이 되었다. 사리와 살로스는 프놈펜의 리시 시소와스에서 공부를 하였고, 그곳에서 미래의 아내인 이엥 시리트(당시는 키우 시리트)와 키우 판나리와 함께 공부를 하여다. 프랑스 파리에서 공부를 하기 위해 캄보디아를 떠나기 전에 키우 시리트와 약혼을 했다.
사리와 살로트는 파리에서도 함께 공부를 했다. 그곳에 있는 동안 사리는 라틴 구역에 있는 아파트 한 채를 세를 내었으며, 이곳은 급진주의 과격파 학생들의 교류처가 되었다. 그와 살로트는 프랑스 공산당 지식인 모임에서 만남을 가졌으며, 캄보디아 공산당의 근간이 마련되었다.
사리와 키우 트리트는 파리의 제15 구역에서 1951년에 결혼식을 올렸다. 트리트는 그녀의 남편 이름을 따서 이엥 트리트가 되었다.

## 중기 생애
1960년 9월 캄보디아로 돌아온후 캄푸치아 노동당의 중앙 위원회에 가입을 했다.
1976년부터 1979년까지 캄보디아의 부총리 겸 외무장관을 맡는다. 1996년 정부군에 항복할 때까지 크메르루즈 게릴라의 전쟁 지도자였다. 1996년에 사면을 받았으며, 2004년 7월에 심장 마비 치료를 위해 태국으로 보내졌다. 그러나 국제 사회의 노력과 캄보디아 정부의 힘으로 폴 포트 정권 시절의 학살 심판을 위한 캄보디아 특별 법정이 설치되어, 2007년 11월 프놈펜의 집에서 ‘전쟁 범죄’와 ‘반인도적 범죄’로 체포되었고, 이듬 해에는 아내 이엥 시리트도 체포되었다. 2010년 9월 다른 간부들과 함께 기소되어 재판을 받았다. 2013년 3월 14일, 프놈펜의 병원에서 87세의 나이로 사망하였다.

## 같이 보기
- 크메르루즈